# El Guerrero del Antifaz
El Guerrero del Antifaz es una obra clásica de la historieta española, creada por Manuel Gago García para Editorial Valenciana y publicada en 1944. Junto con Roberto Alcázar y Pedrín, es la serie más popular e influyente de los años 40, y una de las de mayor duración de la historia del cómic español, con un total de 668 cuadernos en 21 años.

## Trayectoria editorial

### Precedentes
El autor, según sus propias declaraciones, se inspiró para la realización de su obra en la novela Los cien caballeros de Isabel la Católica (1934), de Rafael Pérez y Pérez. Tras leer esta novela realizó un tebeo titulado El juramento sagrado, que puede considerarse el germen del futuro Guerrero del Antifaz, nombre al parecer tomado de un filme de la época. Este tebeo fue publicado por Editorial Valenciana en 1943, cuando el autor no había cumplido aún diecisiete años.

### Serie original (1944 - 1966)
Aunque algunas fuentes dataron el inicio de la publicación en octubre de 1943, investigaciones posteriores retrasaron la fecha un año, fijando en octubre de 1944 el arranque de los cuadernillos de El Guerrero del Antifaz por Editorial Valenciana, convirtiéndose en poco tiempo en el más famoso de los héroes de tebeo creados en España hasta la fecha (en el futuro, sólo sería superado en popularidad -y en ventas- por El Capitán Trueno). Llegaría a alcanzar tiradas de más de 200 000 ejemplares en los años 50.
Se editaba en cuadernillos inicialmente de dieciséis páginas (posteriormente fueron doce, con dibujos más reducidos), en formato apaisado y en blanco y negro. Además de ocuparse de los guiones, en los que fue auxiliado por su hermano Pablo y su cuñado Pedro Quesada, Gago asumió en solitario la realización gráfica de la serie hasta el número 420, en que cedió los lápices al dibujante Matías Alonso, quien se encargaría de los dibujos hasta el número 503 de la publicación. En el número siguiente Gago volvió a ocuparse del dibujo, y así siguió hasta la finalización de la serie, en 1966. El último cuadernillo fue el número 668.

### Reedición en color (1972 - 1978)
En 1972 la obra fue reeditada en formato vertical y en color, con lo que el personaje volvió a ponerse de actualidad. Según la nota editorial que aparece en el primer n.º de esta reedición, los dibujos son respetados íntegramente. Lo cierto es que esta reedición fue censurada en la violencia de las imágenes, modificándose éstas, sus correspondientes textos y, a veces, suprimiendo viñetas. A pesar de ello no deja de ser interesante para el aficionado poder volver a ver muchos de esos dibujos que alimentaron la fantasía de su niñez en color. Esta reedición consta de 343 números, albergando, cada uno de ellos, dos episodios completos de los antiguos facsímiles, e introduciéndonos en el último número en la aventura que correrá el Guerrero del Antifaz en sus Nuevas Aventuras.

### LasNuevas Aventuras del Guerrero del Antifaz(1978 - 1980)
Debido al éxito de la reedición en color, Gago lo retoma e inicia en 1978 la publicación de las Nuevas Aventuras del Guerrero del Antifaz, también en formato vertical y en color. La publicación de esta nueva obra se interrumpe en el número 110 cuando, en diciembre de 1980, fallece su creador, Manuel Gago. La serie original conocería, sin embargo, otras dos reediciones: en 1981 y en 1984.
Tras el fallecimiento de Manuel Gago, fue registrado en la Oficina Española de Patentes y Marcas, pero el 8 de noviembre de 2005, el Juzgado de Primera Instancia n.º 17 de Valencia, anuló tal inscripción, reconociendo la autoría a Manuel Gago, aunque sin conceder una indemnización a sus herederos.

### SigloXXI
En 2015 se anunció la creación de nuevas historias en cómic sobre el personaje

## Argumento
La acción tiene lugar en la España de los últimos años de la Reconquista, bajo el reinado de los Reyes Católicos, a finales del siglo XV. La condesa de Roca, embarazada de dos meses, es raptada en una incursión del reyezuelo musulmán Alí Kan, quien la convierte en su mujer. Al nacer el hijo de la condesa, su raptor cree ser el padre, y el futuro Guerrero del Antifaz es educado como su hijo y heredero, destacándose por su ferocidad en los combates contra los cristianos. Cuando tiene veinte años, su madre le revela la verdad, a consecuencia de lo cual es asesinada por el reyezuelo. Intentando vengar a su madre, el protagonista hiere a Alí Kan, pero se ve obligado a huir dejándole con vida.
Agobiado por la culpa y el remordimiento, el falso hijo de Alí Kan se disfraza con un antifaz para ocultar su identidad y decide dedicar su vida a combatir a sus antiguos correligionarios. A partir de ahí se suceden las peripecias, primero en España, en los dominios de Alí Kan y de otros reyezuelos ficticios, Harum y Motamid; luego en Túnez, Argelia, Turquía e Italia, y otros muchos lugares. Varias mujeres (Zoraida, Aixa, la Mujer Pirata) se sienten irresistiblemente atraídas por el Guerrero, pero él permanece fiel a su amada Ana María, hija del conde de Torres, con la que por fin contrae matrimonio en el número 362 de la serie. Más tarde tendrán un hijo, el pequeño Adolfito.
La reanudación de las aventuras del Guerrero en 1978 introduce una trama aún más truculenta que la de su origen: su esposa Ana María queda embarazada de un impostor con la apariencia física y la indumentaria del Guerrero. Este hijo no querido provoca tensiones con la Iglesia, personificada en un esperpéntico monje, pero Ana María termina sufriendo un aborto espontáneo. El argumento adquiere un sesgo orientalista con la aparición de samuráis y de la joven china Li Chin, coprotagonista con el Guerrero de la única escena de cama -o casi- en la historia de la serie, a despecho de la por entonces remota Ana María.

## Personajes
- El Guerrero del Antifaz/Adolfo de Moncada: el protagonista vive con el terrible remordimiento de haber servido al islam como hijo de Alí Kan, y sólo tras muchas batallas se considera digno del amor de Ana María, con la que finalmente contrae matrimonio.

- Ana María: hija del conde de Torres, amada ideal y luego esposa del Guerrero.

- Alí Kan: padre putativo del protagonista y principal villano de la serie.

- Fernando: jovencito acompañante del Guerrero.

- Zoraida: antigua favorita de Alí Kan, ejemplo de mujer independiente.

- Aixa: doncella mora enamorada del Guerrero y objeto del deseo de los hermanos Kir.

- Los hermanos Kir: tres hermanos musulmanes que se alían con el Guerrero.

## Valoración e influencia
A partir de los años sesenta, el trabajo de Gago, y, en particular, El Guerrero del Antifaz, han sido muy cuestionados por la crítica, por considerarlos vehículo de los más rancios valores de la ideología franquista. Sin embargo, los guiones de El Guerrero del Antifaz resultan innovadores en aspectos como la situación de la mujer, ya que con frecuencia aparecen en su obra mujeres independientes, capaces de labrarse su propio destino, como Zoraida o la Mujer Pirata. Además, cuando, en 1978, inicia las Nuevas Aventuras del guerrero, el autor se desmarca de las posiciones nacionalcatolicistas de su primera etapa, llegando incluso el protagonista a tener problemas con la Inquisición y renegar de los Reyes Católicos.
Otro aspecto de la labor de Manuel Gago que ha sido severamente criticado es su descuido en el dibujo, probablemente debido al frenético ritmo de trabajo que llevó, desarrollando a la vez hasta cinco series diferentes. Aunque en El Guerrero del Antifaz los fondos están muy escasamente trabajados (a veces son inexistentes), se ha destacado la habilidad del autor para imprimir dinamismo a sus historias y narrar gráficamente escenas de acción.
Por otra parte, la serie ha sido homenajeada por otros autores, como Jan en la cómica "Don Talarico" (1970).

## Adaptaciones a otros medios
En el año 1997, se estrenó una obra teatral homónima dirigida por Luis y Mara Recatero que supuso una gran polémica al usar en el diálogo temas racistas y machistas.
En el 2010, se estrenó una adaptación libre de la obra llamada El caballero del antifaz dirigida por Francesc Xavier Capell. También Juan Piquer Simón quiso llevarlo a la gran pantalla pero el proyecto fue desechado por el alto coste de la película.